# Elius birmanicus
Elius birmanicus – gatunek chrząszcza z rodziny sprężykowatych i podrodziny Elaterinae.
Chrząszcz ten mierzy od 24,5 do 25 mm długości.
Zabarwienie owada jest czerwonobrązowe. Ciało chrząszcza porasta długie i gęste owłosienie barwy żółtawej.
Cechuje się on łódkowatym, szerszym, niż dłuższym czołem, o nieznacznie zaokrąglonym przednim brzegu. Czoło pokrywa umiarkowanie szorstka i gęsta punktuacja. Czułki wykazują silne ząbkowanie i gęste owłosienie, liczą sobie 11 segmentów. Podstawa nie dorównuje długością oku. Drugi segment ma kształt okrągły, a trzeci natomiast trójkątny, wydatny w kierunku bocznym, ale krótszy od czwartego. Ostatni z segmentów jest zwężony u czubka. Górna warga ma kształt prawie okrągły, porastają ją szczecinki. Wąskie żuwaczki również posiadają krótkie szczecinki, które tworzą penicillius.
Pokrywy skrzydeł są wypukłe, zwężone w dalszej ⅛.
Ostrogi na goleniach są długie, ilość blaszkowatych segmentów zależy od pary odóży. Scutellum jest pentagonalne z zaokrąglonym tylnym brzegiem.
Chrząszcz występuje w Laosie i Wietnamie.